# Anisotremus scapularis
Anisotremus scapularis е вид лъчеперка от семейство Haemulidae. Видът е незастрашен от изчезване.

## Разпространение и местообитание
Разпространен е в Аржентина, Еквадор, Колумбия, Перу и Чили.
Среща се на дълбочина около 3 m, при температура на водата около 25,5 °C и соленост 34,8 ‰.

## Описание
На дължина достигат до 40 cm, а теглото им е максимум 896 g.